# Volumen 1 (A)
Vol. 1 o Volumen 1 (A) es el octavo álbum de la agrupación de cuarteto Chébere. Fue editado en 1981 por el sello RCA Victor en disco de vinilo y casete y reeditado en 1996 en formato de disco compacto.

## Lista de canciones
Lado 1
1. «Mi incomprensión» (Eduardo Franco, Leonardo Franco, Pedro Lo Forte, Juan Carlos Velázquez) – 3:36
2. «Tu amor es un puñal» (Johny Tedesco, Mauricio Zalcberg) – 2:54
3. «El amor que nos juramos» (Miguel Antonio Calderón, Angel Eduardo Videla) – 3:00
4. «Ama a la vida y no te enamores» (Aldo Kustin, Angel Eduardo Videla) – 3:09
5. «Cual si fuera ayer» (Aldo Kustin, Carlos A. Maldonado) – 3:31

Lado 2
1. «Negra Soledad» (Pepe Gonzalez) – 2:43
2. «Procuro olvidarte» (Manuel Alejandro, Ana Magdalena) – 4:50
3. «Las palabras» (Mochín Marafioti, Tine) – 2:36
4. «Al abrir la puerta» (Oscar Anderle, Sandro) – 3:01
5. «Voy a ganar» (Miguel Bosé, Toto Cutugno) – 3:17

## Miembros (sin acreditar)
- Locución y animación: “Pato” Lugones
- Voz: Pelusa
- Voz principal en "Negra Soledad": Ángel Videla
- Bajo: Beto Guillén
- Teclados: Ángel Videla y Alberto Pizzichini
- Violín: "Huesito" Terragni

## Créditos y agradecimientos
- Ingeniero de grabación: Luis Yorio
- Fotos: Jorge Villarreal
- Coros: Adita, Adriana, Lili
- Saxos: Cacho García, Elmi Yerosa
- Trompetas: Felipe Lococio, Cat. Capdevila
- Trombón: Tutuca Gagliardi
- Guitarra: G. Pichetola
- Percusionistas: Tomy Ludueña, Cordero Moyano

### Reedición de 2003
Volumen 1 (A) fue relanzado por BMG Ariola Argentina S.A. el 6 de marzo de 2003 en versión CD junto a las 8 pistas que integran el álbum Volumen 1 (B) de 1982, bajo el nombre de Discografía completa, volumen 1.
- Datos: Q113126043